# Pablo Cavallero
Óscar Pablo Cavallero Rodríguez (ur. 13 kwietnia 1974 w Lomas de Zamora) – argentyński piłkarz grający na pozycji bramkarza.
Posiada również obywatelstwo włoskie za sprawą pochodzących z tego kraju przodków.

## Kariera klubowa
Cavallero jest wychowankiem klubu Vélez Sársfield. Do pierwszej drużyny trafił w 1993, ale w Primera División zadebiutował w 1995 roku. Nie miał jednak szans na grę w pierwszej jedenastce stołecznego klubu, gdyż w tym czasie niepodważalne miejsce w bramce miała największa gwiazda zespołu, Paragwajczyk José Luis Chilavert. W 1998 roku wywalczył mistrzostwo fazy Clausura, ale przez cały sezon rozegrał tylko 1 mecz. Po sezonie przeszedł do Unionu Santa Fe, gdzie w końcu grał w wyjściowym składzie rozgrywając dla tej drużyny 34 mecze.
Latem 1999 roku Cavallero wyjechał do Europy i jego pierwszym klubem na tym kontynencie był hiszpański RCD Espanyol. W Primera División zadebiutował 22 sierpnia w przegranym 0:1 wyjazdowym meczu z Málagą. W Espanyolu zazwyczaj wygrywał rywalizację z Tonim i z zespołem zakończył sezon na 13. pozycji w tabeli, a do tego wywalczył Puchar Hiszpanii. W 2000 roku Cavallero przeszedł do innego pierwszoligowca, Celty Vigo. Zadebiutował w niej 20 grudnia w przegranym 2:4 meczu z Numancią. Początkowo przegrywał rywalizację z bramkarzem Pinto, ale od chwili debiutu to już Cavallero stał w bramce Celty. Zajął z nią 7. miejsce, a w sezonie 2001/2002, gdy był już bezsprzecznie pierwszym bramkarzem – 5., gwarantujące start w Pucharze UEFA. W sezonie 2002/2003 zakończył sezon z klubem z Vigo na 4. pozycji w tabeli, dzięki czemu w sezonie 2003/2004 zagrał z klubowym kolegami w Lidze Mistrzów, jednak w lidze Celta zajęła przedostatnie 19. miejsce i spadła do Segunda División.
W sezonie 2004/2005 Cavallero doznał kontuzji i przez rok pauzował, a w międzyczasie podpisał kontrakt z Levante UD, w którym zadebiutował w sezonie 2005/2006. Zagrał wówczas we wszystkich meczach ligowych i walnie przyczynił się do awansu zespołu z Walencji w szeregi pierwszej ligi. W sezonie 2006/2007 zagrał w trzech pierwszych meczach rundy wiosennej, ale ponownie doznał ciężkiej kontuzji i klub w trybie awaryjnym sprowadził byłego reprezentanta Hiszpanii, José Francisco Molinę.
| Sezon   | Klub            | Kraj      | Rozgrywki                                | Mecze | Bramki |
| ------- | --------------- | --------- | ---------------------------------------- | ----- | ------ |
| 1995/96 | Vélez Sársfield | Argentyna | Primera División                         | 9     | 0      |
| 1996/97 | Vélez Sársfield | Argentyna | Primera División                         | 5     | 0      |
| 1997/98 | Vélez Sársfield | Argentyna | Primera División                         | 1     | 0      |
| 1998/99 | Union Santa Fe  | Argentyna | Primera División                         | 34    | 0      |
| 1999/00 | RCD Espanyol    | Hiszpania | Primera División                         | 26    | 0      |
| 2000/01 | Celta Vigo      | Hiszpania | Primera División                         | 21    | 0      |
| 2001/02 | Celta Vigo      | Hiszpania | Primera División                         | 32    | 0      |
| 2002/03 | Celta Vigo      | Hiszpania | Primera División                         | 36    | 0      |
| 2003/04 | Celta Vigo      | Hiszpania | Primera División                         | 32    | 0      |
| 2004/05 | Levante UD      | Hiszpania | Segunda División                         | 0     | 0      |
| 2005/06 | Levante UD      | Hiszpania | Segunda División                         | 38    | 0      |
| 2006/07 | Levante UD      | Hiszpania | Primera División                         | 5     | 0      |
| 2007/08 | Levante UD      | Hiszpania | Primera División                         | 0     | 0      |
| 2008/09 | CA Peñarol      | Urugwaj   | Primera División                         | 15    | 0      |
|         |                 |           | Łącznie w argentyńskiej Primera División | 45    | 0      |
|         |                 |           | Łącznie w hiszpańskiej Primera División  | 152   | 0      |

## Kariera reprezentacyjna
W 1996 roku Cavallero został powołany do kadry na Igrzyska Olimpijskie w Atlancie. Był tam pierwszym bramkarzem Argentyny i wystąpił w 5 meczach, w tym w finałowym, przegranym 2:3 z Nigerią, dzięki czemu przywiózł srebrny medal z tej imprezy. W tym samym roku Cavallero zadebiutował w pierwszej reprezentacji meczem z Wenezuelą (5:2), rozegranym 9 października za kadencji Daniela Passarelli.
W 1998 roku Cavallero był członkiem kadry Argentyny na Mistrzostwa Świata we Francji, ale to Carlos Roa wystąpił we wszystkich meczach i Pablo obejrzał cały turniej z ławki rezerwowych, jak Argentyna doszła do ćwierćfinału, z którego odpadła po porażce 1:2 z Holandią.
W 2002 roku Pablo znów pojechał na mistrzostwa świata, tym razem był to Mundial w Korei Południowej i Japonii. Tym razem był pierwszym bramkarzem argentyńskiej ekipy i zagrał we wszystkich trzech meczach grupowych: wygranym 1:0 z Nigerią, przegranym 0:1 z Anglią oraz zremisowanym 1:1 ze Szwecją.
W 2004 roku Cavallero był w kadrze na Copa América 2004, z którego Argentyna przywiozła srebrny medal za mistrzostwo Ameryki Południowej, ale to Roberto Abbondanzieri był pierwszym golkiperem i Cavallero nie rozegrał żadnego spotkania na tym turnieju. Występował także w eliminacjach do Mistrzostw Świata w Niemczech, ale ostatecznie José Pekerman nie zabrał go na tę imprezę.

## Sukcesy
- Mistrzostwo fazy Clausura: 1998 z Vélezem
- Puchar Hiszpanii: 2000 z Espanyolem
- Udział w MŚ: 1998 (nie grał), 2002
- Wicemistrzostwo Ameryki Południowej: 2004